# Prezelle
Prezelle est une municipalité allemande du land de Basse-Saxe et l'arrondissement de Lüchow-Dannenberg.
En 2022, elle comptait 435 habitants. Le bourgmestre, élu en 2021, est Friedrich-Wilhelm Schröder,.